# فرد فيشر (ملحن)
فرد فيشر (بالإنجليزية: Fred Fisher)‏ هو ملحن وكاتب أغاني أمريكي، ولد في 30 سبتمبر 1875 في كولونيا في ألمانيا، وتوفي في 14 يناير 1942 في مانهاتن في الولايات المتحدة بسبب شنق.

## معرض صور

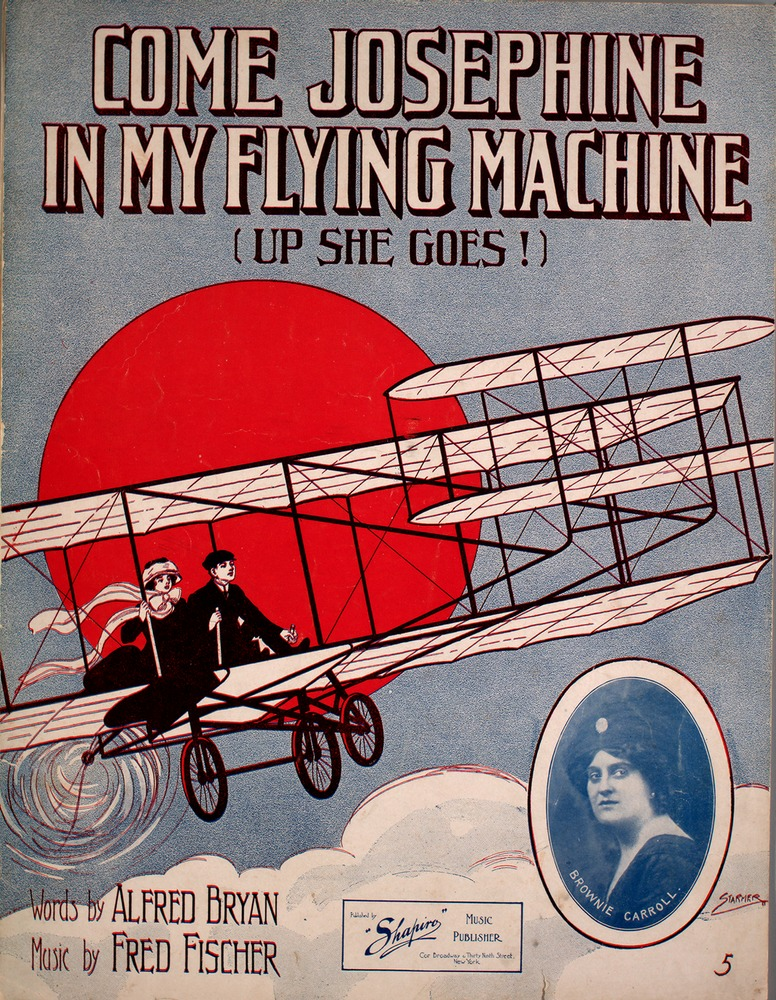
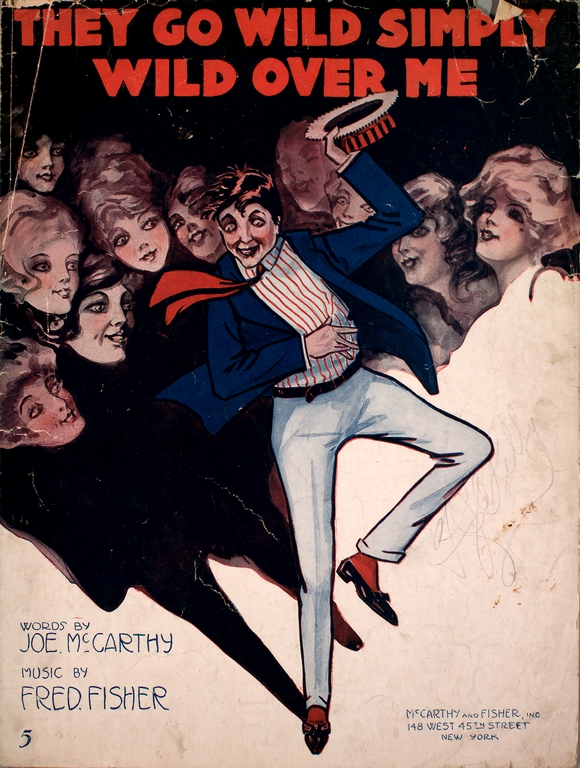
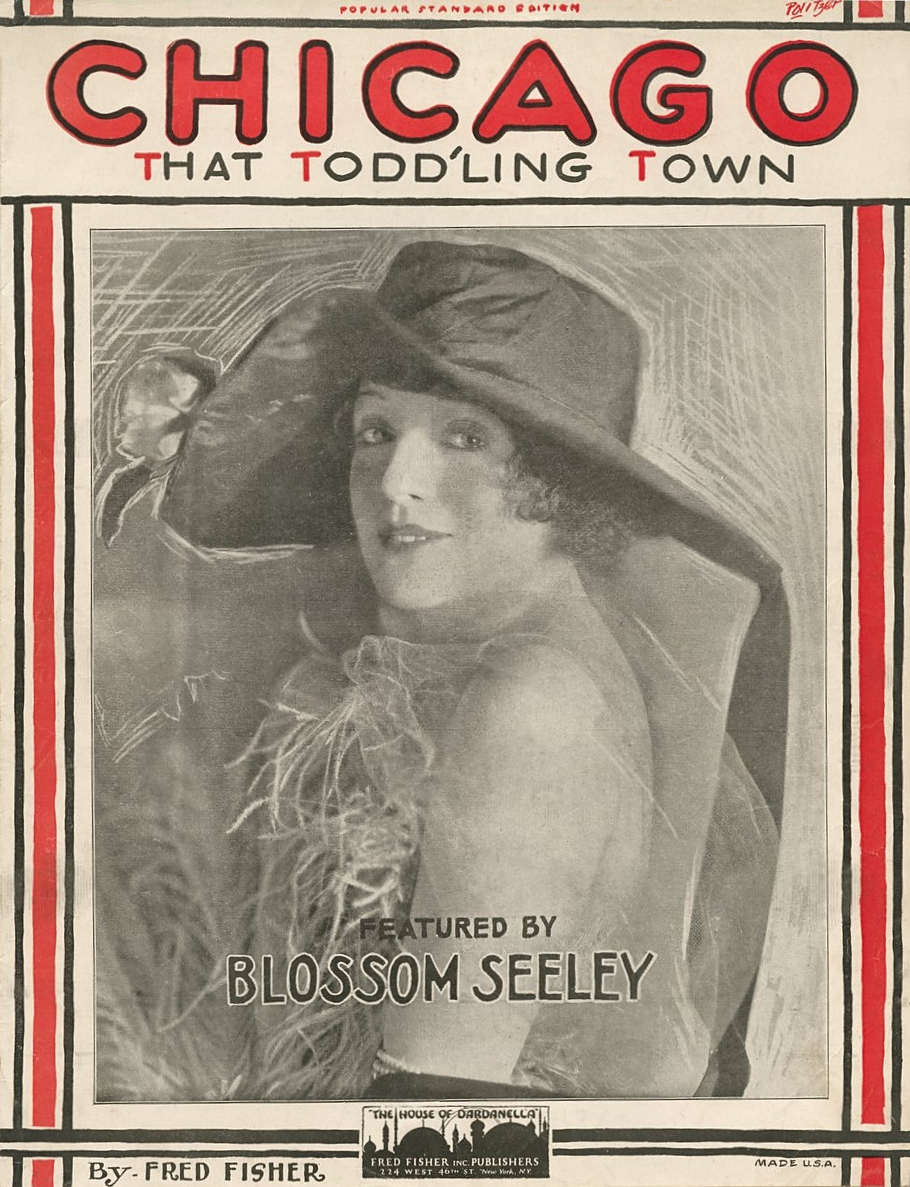
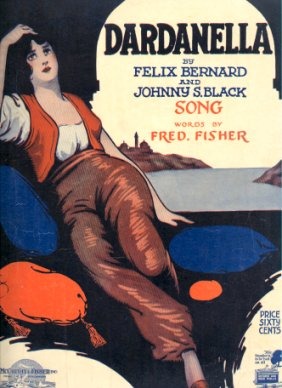

## وصلات خارجية
- فرد فيشر على موقع IMDb (الإنجليزية)
- فرد فيشر على موقع ميوزك برينز (الإنجليزية)
- فرد فيشر على موقع ميوزك برينز (الإنجليزية)
- فرد فيشر على موقع إن إن دي بي (الإنجليزية)
- فرد فيشر على موقع أول ميوزيك (الإنجليزية)
- فرد فيشر على موقع ديسكوغز (الإنجليزية)
- فرد فيشر على موقع ديسكوغز (الإنجليزية)